# Francesco Marchisano
Francesco Marchisano, italijanski rimskokatoliški duhovnik, škof in kardinal, * 25. junij 1929, Racconigi, † 27. julij 2014, Rim.

## Življenjepis
29. junija 1952 je prejel duhovniško posvečenje. 
6. oktobra 1988 je bil imenovan za naslovnega škofa Populonie in za tajnika Papeškega sveta za ohranjanje cerkvene dediščine umetnosti in zgodovine; 6. januarja naslednje leto je prejel škofovsko posvečenje.
4. septembra 1991 je postal predsednik Papeške komisije za sveto arheologijo in 4. maja 1993 predsednik Papeške komisije za kulturno dediščino cerkve.
9. julija 1994 je bil imenovan za naslovnega nadškofa Populonie.
Leta 2002 je postal predsednik Fabrike sv. Petra.
13. oktobra 2003 je odstopil s položaja predsednika Papeške komisije za kulturno dediščino cerkve.
21. oktobra 2003 je bil povzdignjen v kardinala in imenovan za kardinal-diakona S. Lucia del Gonfalone.
28. avgusta 2004 se je upokojil.